# نخستین انسان در دین‌ها

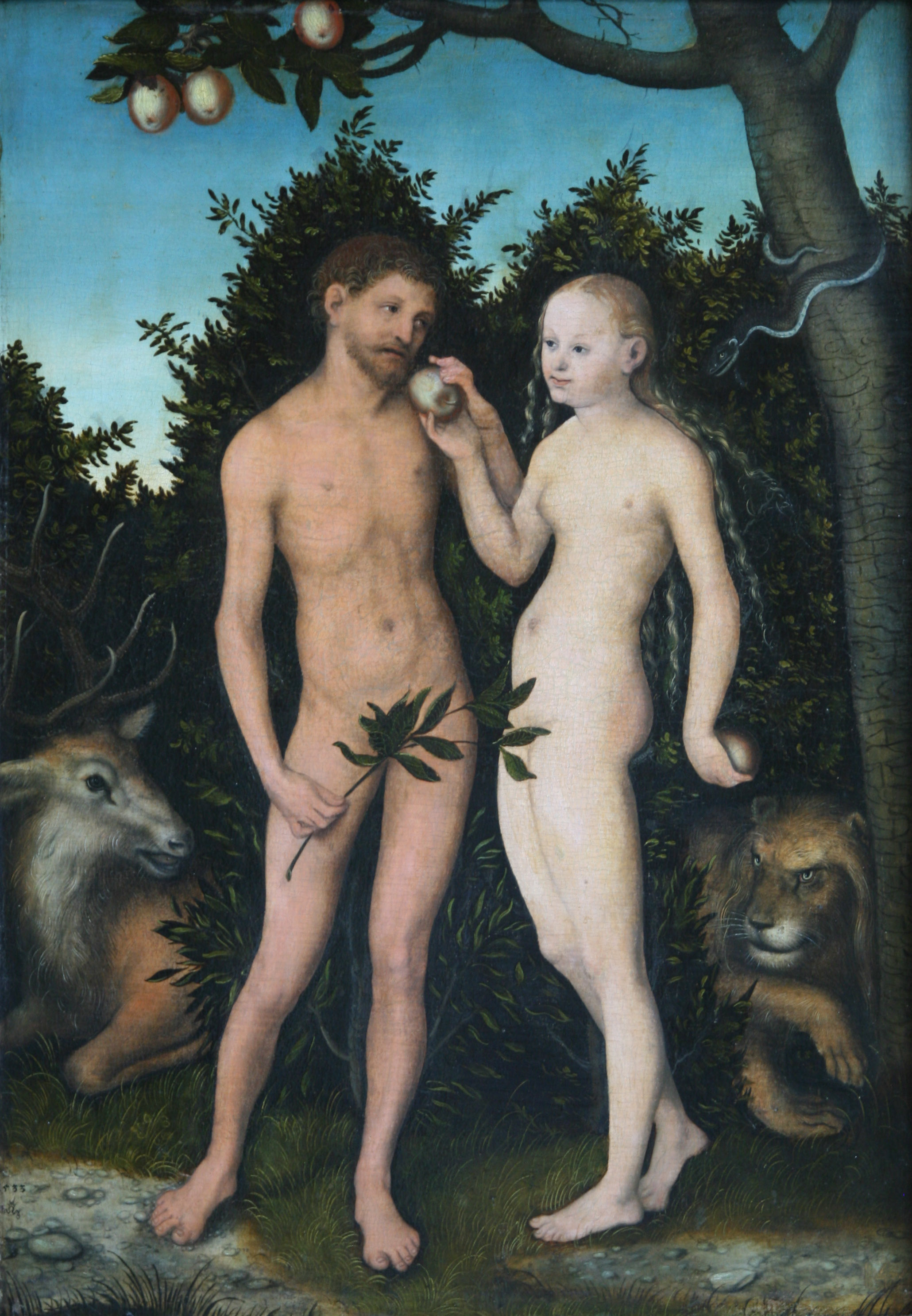
عکس از آدم و حوا

نخستین انسان (به یونانی: پروتوپلاست، برگرفته از زبان یونان باستان πρωτόπλαστος (prōtóplastos , "first-formed")، از دیدگاه مذاهب به نخستین انسان یا، به‌طور کلی، به نخستین مخلوق نسل بشر در داستان خلقت (مانند آدم و حوا) اشاره می‌کند یا به انسان (های) باقیمانده از یک حادثه بزرگ خلقت (مانند دئوکالیون یا نوح) گفته می‌شود.

## فهرست نخستین انسانها

### اسطوره بومیان استرالیا
- Wurugag و Waramurungundi
- یی
- Kidili

### ادیان ابراهیمی
- آدم و حوا
- نوح
- آدام کادمون (تئاتری)
- لیلیت (تئاتری)

### اسطوره آیو واجی
- کالیان و کالیکچی

### باگاندا
- کینتو

### چروکی
- سلو و کانتی

### ادیان سنتی چین
- فوسی و نووا
- پانگو

### مردم Cowichan
- Quiltumtun

### اساطیر آلمانی
- Tuiscon - نخستین اجداد آلمانی

### اساطیر یونانی
- پاندورا - نخستین زن
- Epimetheus - نخستین مرد (از برخی جنبه‌ها)
- دئوکالیون و پورها (نخستین انسان مدرن)

### هو چانگ
- کونو [نیازمند منبع]
- یک مرد یک پا بدون عنوان [نیازمند منبع]
- لاک پشت [نیازمند منبع]

### هندوئیسم
- سایایبمووا مانو و شاراپاپا (نخستین زن روی زمین)
- یاما و یامونا (نخستین خواهران و برادران بر روی زمین)
- از جمله ساداداهداو مانو و شراجه (همسر سراد مداوا مانو)

### اسطورهٔ اینکا
- پاچا کاماک

### مردم لاکوتا
- Tokahe - نخستین انسان از جهان زیرین
- وا و کا

### اسطوره‌های مائوری
- Tiki و Marikoriko

### اسطوره ناواهو
- Áltsé Hastiin و Áltsé Asdząą

### اساطیر اسکاندیناوی
- بپرسید و Embla (سابق)
- لیف و لیفوراسیر (آینده)

### اساطیر پلینزی
- Ele'ele
- Kumu-Honua و Lalo-Honua
- ماریکوریکو و تیکی
- تو میا
- تونگا
- واتا و پاپا

### اسطوره فیلیپین
- Malakas (قوی) و Maganda (زیبا)
- سیلالاک و سیواکای (مردم هیلیگاینون)

### شینتو
- ایزاناگی
- ایزانامی

### ادیان سنتی آفریقایی
- کیکویو
  - Gikuyu و Mumbi
- افسانه خلقت
  - YAAB و YOP (نخستین زوج انسانی (زن و مرد به ترتیب) توسط ایجاد Roog در دین سرر[۲])
  - یونان و نگوور (دو شخصیت افسانه ای در اسطوره خلقت Serer و اجداد اولیه بشریت - به ترتیب زن و مرد[۳])
  - Jambooñ و Agaire (دو خواهر و زادگان اولیه از مردم سرر و جولا که به ترتیب پرهگو را در نقطه سانگومار از هم جدا کردند[۴][۵][۶])
- اسطوره یوروبا
  - Oduduwa و Obatala
  - ایا نلا

### اساطیر ترک
- Törüngey

### دین زرتشت
- کیومرث
- مهاباد
- مشایی و مشیانا